# Киянська сільська рада (Ємільчинський район)
Киянська сільська рада — колишня адміністративно-територіальна одиниця та орган місцевого самоврядування у Барашівському і Ємільчинському районах Коростенської і Волинської округ, Київської й Житомирської областей Української РСР та України з адміністративним центром у с. Киянка.

## Населені пункти
Сільській раді були підпорядковані населені пункти:
- с. Киянка
- с. Крем'янка

## Населення
Кількість населення ради, станом на 1923 рік, становила 1 718 осіб, кількість дворів — 278.
Відповідно до результатів перепису населення СРСР, кількість населення ради, станом на 12 січня 1989 року, становила 686 осіб.
Станом на 5 грудня 2001 року, відповідно до перепису населення України, кількість мешканців сільської ради становила 562 особи.

## Склад ради
Рада складалась з 15 депутатів та голови.

### Керівний склад сільської ради
| ПІБ                             | Основні відомості                                                                           | Дата обрання | Дата звільнення |
| ------------------------------- | ------------------------------------------------------------------------------------------- | ------------ | --------------- |
| Криницький Анатолій Миколайович | Сільський голова, 1969 року народження, освіта, безпартійний                                | 26.03.2006   | 31.10.2010      |
| Стецюк Надія Олександрівна      | Сільський голова, 1971 року народження, освіта вища, Всеукраїнське об'єднання «Батьківщина» | 31.10.2010   |                 |

Примітка: таблиця складена за даними джерела

## Історія
Створена 1923 року в с. Киянка Барашівської волості Коростенського повіту Волинської губернії.
Станом на 1 вересня 1946 року сільська рада входила до складу Барашівського району Житомирської області, на обліку в раді перебувало с. Киянка.
11 серпня 1954 року, відповідно до указу Президії Верховної ради Української РСР «Про укрупнення сільських рад по Житомирській області», до складу ради приєднано села Березівка, Крем'янка та Новосілка ліквідованої Крем'янської сільської ради Барашівського району. 20 травня 1963 року, відповідно до рішення Житомирського облвиконкому № 241 «Про зміни в адміністративно-територіальному поділі Малинського та Ємільчинського районів», підпорядковано села Бобрицька Болярка, Ганнопіль, Євгенівка, Єлизаветпіль, Киселівка та Новоолександрівка ліквідованої Новоолександрівської сільської ради, села Березівка та Новосілка передані до складу новоствореної Вербівської сільської ради Ємільчинського району.
На 1 січня 1972 року сільська рада входила до складу Ємільчинського району Житомирської області, на обліку в раді перебували села Бобрицька Болярка, Ганнопіль, Євгенівка, Єлизаветпіль, Киселівка, Киянка, Крем'янка та Новоолександрівка.
Ліквідована 20 лютого 1975 року: адміністративний центр перенесено до с. Ганнопіль з перейменуванням ради на Ганнопільську. Відновлена 21 серпня 1989 року, відповідно до рішення Житомирського ОВК № 212 «Про деякі питання адміністративно-територіального устрою», в складі сіл Киянка та Крем'янка Барашівської сільської ради Ємільчинського району.
Припинила існування 23 грудня 2016 року через об'єднання до складу Барашівської сільської територіальної громади Ємільчинського району Житомирської області.
Входила до складу Барашівського (7.03.1923 р.) та Ємільчинського (30.12.1962 р., 21.08.1989 р.) районів.